# کییچی هاسه‌گاوا
کییچی هاسه‌گاوا (انگلیسی: Keiichi Hasegawa؛ زادهٔ ۱ فوریهٔ ۱۹۶۲) فیلم‌نامه‌نویس اهل ژاپن است.